# Красноспинный пёстрый флейтист
Красноспинный пёстрый флейтист (лат. Cinclosoma castanotum) — вид птиц семейства флейтистовых.
Эндемик Австралии. Распространён в полузасушливых районах на юге и западе страны.
Птица длиной 21—26 см и массой 73—83 г. Это массивная с виду птица, с удлинённой головой с коническим и заострённым клювом, закруглёнными телом и крыльями, средней длины прямым хвостом и крепкими ногами.
Наземные птицы, достаточно плохо летают, предпочитая в случае опасности прижиматься к земле или бежать. Активны днём. Держатся поодиночке или парами, реже небольшими стайками. Пищу ищут среди камней или у основания трав и кустов. Питаются насекомыми, реже семенами и ягодами.
Сезон размножения длится с марта по декабрь. За сезон бывает две кладки. Моногамные птицы. Чашеобразное гнездо строится на земле у основания куста только самкой. В кладке 2—4 яйца. Инкубация длится около двадцати дней. Заботятся о птенцах оба родителя. Птенцы могут летать через три недели после вылупления, но остаются с родителями ещё три недели.